# Jeleń II
Jeleń II – polski herb szlachecki z nobilitacji.

## Opis herbu
W polu błękitnym zza ogrodzenia srebrnego jeleń wyskakujący, naturalny.
Klejnot: jeleń jak w godle.
Labry: błękitne, podbite złotem.

## Najwcześniejsze wzmianki
Nadany 28 lipca 1515 Jerzemu Holarkowi, Janowi Kortakowi (Kortagowi) i Janowi Sernikowi. Szymański podaje nazwisko Hotorek zamiast Holarek.

## Herbowni
Chronowski, Damanczewski, Dobroczewski, Dunoszewski, Dymoczewski, Gozdziński, Gutkowski, Holarek, Idzik, Kembłowski, Kębłowski, Kiełpiński, Koldras, Kortag - Kortak, Luberski, Nadarzycki, Pacuński, Rutkowski, Sernik, Użemecki.